# Перућац
Перућац је насеље у Србији у општини Бајина Башта у Златиборском округу. Према попису из 2022. било је 428 становника. У рејону села се налази хидроелектрана „Бајина Башта“ и некропола стећака Мраморје, из XIV века.
Овде се налази Рајаковића кућа.

## Некропола стећака
Мраморје или Багруша је средњовековна некропола стећака која спада међу најочуваније некрополе тог поднебља. Потиче из XIV века и простире се између реке Дрине и магистралног пута који прати њен ток, на самом улазу у насеље. Локалитет се налази под заштитом Републике Србије, као споменик културе од изузетног значаја, али је и поред тога угрожен реком Дрином са једне и ширењем самог Перућца, са друге стране.

## Географија
Река Врело настаје од јаког крашког врела Перућац на надморској висини од 234 метра у подножју планине Таре. Вода Врела потиче од дренираних падавина са пространог платоа Таре. Просечна издашност перућачког врела је 330 л/с, док је просечна температура воде око 10 степени. Река Врело је бистра, провидна речица која се водопадом висине 10м улива у Дрину.
Врело је порибљено калифорнијском пастрмком. По хумкама и обалама Врела расту јова, јаребика, јасен, горски јавор, брест, црна зова, орах...
На Врелу је 1927. године пуштена у рад мини хидроелектрана, инсталисане снаге 60књ са просечном годишњом производњом 300 000 кwh.
Дужина тока реке Врело је 365м. Важи за једну од најкраћих река Европе. Зову је и рекла година.
Има све што имају и оне много веће светске реке - велики, моћни извор из кога куља беличаста вода, један рибњак на десној обали, воденицу на левој, једну леву притоку у виду бистрог поточића, насеље на левој обали, два моста...
Дирна са реком Врело је у акцији избора седам српских чуда природе у организацији Туристичке организације Србије проглашена за прву природну лепоту.

## Демографија
У насељу Перућац живи 691 пунолетни становник, а просечна старост становништва износи 41,4 година (40,3 код мушкараца и 42,3 код жена). У насељу има 317 домаћинстава, а просечан број чланова по домаћинству је 2,67.
Ово насеље је великим делом насељено Србима (према попису из 2002. године).
|  |

| Демографија | Демографија | Демографија |
| Година      | Становника  | Становника  |
| ----------- | ----------- | ----------- |
| 1948.       | 608         |             |
| 1953.       | 629         |             |
| 1961.       | 666         |             |
| 1971.       | 569         |             |
| 1981.       | 802         |             |
| 1991.       | 687         | 683         |
| 2002.       | 845         | 860         |

| Етнички састав према попису из 2002.‍ | Етнички састав према попису из 2002.‍ | Етнички састав према попису из 2002.‍ | Етнички састав према попису из 2002.‍ | Етнички састав према попису из 2002.‍ |
| ------------------------------------ | ------------------------------------ | ------------------------------------ | ------------------------------------ | ------------------------------------ |
|                                      |                                      |                                      |                                      |                                      |
| Срби                                 | Срби                                 |                                      | 832                                  | 98,46%                               |
| Црногорци                            | Црногорци                            |                                      | 3                                    | 0,35%                                |
| Југословени                          | Југословени                          |                                      | 2                                    | 0,23%                                |
| Хрвати                               | Хрвати                               |                                      | 1                                    | 0,11%                                |
| Македонци                            | Македонци                            |                                      | 1                                    | 0,11%                                |
| непознато                            | непознато                            |                                      | 3                                    | 0,35%                                |

| Година пописа     | 1948. | 1953. | 1961. | 1971. | 1981. | 1991. | 2002. |
| ----------------- | ----- | ----- | ----- | ----- | ----- | ----- | ----- |
| Број домаћинстава | 139   | 122   | 173   | 148   | 232   | 244   | 317   |

| Број чланова      | 1  | 2  | 3  | 4  | 5  | 6  | 7 | 8 | 9 | 10 и више | Просек |
| ----------------- | -- | -- | -- | -- | -- | -- | - | - | - | --------- | ------ |
| Број домаћинстава | 86 | 87 | 50 | 62 | 16 | 10 | 4 | 0 | 1 | 1         | 2,67   |

| Пол    | Укупно | Неожењен/Неудата | Ожењен/Удата | Удовац/Удовица | Разведен/Разведена | Непознато |
| ------ | ------ | ---------------- | ------------ | -------------- | ------------------ | --------- |
| Мушки  | 340    | 108              | 207          | 11             | 13                 | 1         |
| Женски | 384    | 88               | 206          | 72             | 17                 | 1         |
| УКУПНО | 724    | 196              | 413          | 83             | 30                 | 2         |

| Пол    | Укупно                    | Пољопривреда, лов и шумарство | Рибарство                            | Вађење руде и камена | Прерађивачка индустрија       |
| ------ | ------------------------- | ----------------------------- | ------------------------------------ | -------------------- | ----------------------------- |
| Мушки  | 154                       | 11                            | 6                                    | 0                    | 33                            |
| Женски | 94                        | 13                            | 1                                    | 0                    | 30                            |
| УКУПНО | 248                       | 24                            | 7                                    | 0                    | 63                            |
| Пол    | Производња и снабдевање   | Грађевинарство                | Трговина                             | Хотели и ресторани   | Саобраћај, складиштење и везе |
| Мушки  | 14                        | 36                            | 10                                   | 17                   | 6                             |
| Женски | 2                         | 0                             | 12                                   | 22                   | 2                             |
| УКУПНО | 16                        | 36                            | 22                                   | 39                   | 8                             |
| Пол    | Финансијско посредовање   | Некретнине                    | Државна управа и одбрана             | Образовање           | Здравствени и социјални рад   |
| Мушки  | 1                         | 3                             | 5                                    | 2                    | 5                             |
| Женски | 1                         | 0                             | 0                                    | 6                    | 2                             |
| УКУПНО | 2                         | 3                             | 5                                    | 8                    | 7                             |
| Пол    | Остале услужне активности | Приватна домаћинства          | Екстериторијалне организације и тела | Непознато            | Непознато                     |
| Мушки  | 2                         | 0                             | 0                                    | 3                    | 3                             |
| Женски | 3                         | 0                             | 0                                    | 0                    | 0                             |
| УКУПНО | 5                         | 0                             | 0                                    | 3                    | 3                             |

## Галерија слика
- Језеро Перућац - поглед са Таре
- Речица Врело у Перућцу
- Улаз у насеље Перућац